# Rebecca Ejdervik
Rebecca Ejdervik, född 3 september 1987, är en svensk simmare.

## Resultat

### VM
- 2012: Final 50 m bröstsim, Final 100 m bröstsim (kortbana)
- 2011: Final 50 m bröstsim
- 2007: Final 50 m bröstsim, semifinal 100 m bröstsim

### EM
- 2006: 2:a 4x50 m medley (kortbana)
- 2005: 3:a 4x50 m medley (kortbana)